# Красноярське водосховище
Красноярське водосховище (рос. Красноярское водохранилище) — водосховище на Єнісеї, утворене при будівництві Красноярської ГЕС. Є одним із найбільших за об'ємом штучних водойм у світі, у Росії посідає друге місце за цим критерієм (після Братського водосховища). Передгірне водосховище низинного типу. Об'єм водної маси — 73,3 км³. Площа поверхні  2000 км².
Верхня точка водосховища знаходиться у районі міста Абакан, при впаданні в Єнісей річки Абакан. Нижня точка —гребля Красноярської ГЕС, вище міста Красноярська. Відстань від верхньої точки до Красноярської ГЕС по прямій — близько 250 км, проте загальна довжина водосховища значно більша — 388 км. Ширина у найширших місцях сягає 15 км. Висота берегової лінії — 243 метри над рівнем моря.
У водосховище впадає декілька досить великих річок, як: Туба, Сісім, Сида з правого берега, з лівого — Бірюса. У місцях впадіння річок, що раніше впадали безпосередньо в Єнісей, при створенні водосховища утворилися затоки. Найбільш значні — Тубинська, Сида, Карасуг, Сісім, Дербинська, Бірюнська. У прибережних скелях водосховища чорніють виходи численних унікальних печер — у тому числі Бірюсинських, з їхніми ходами протяжністю до 6 км, залами і неперевершеними ґротами.
Найбільшими населеними пунктами, що знаходяться на березі водосховища, є районні центри Усть-Абакан, Краснотуранськ (розташований на березі затоки Сида), Новоселово. Мости через водосховище відсутні, найближчі мости через Єнісей розташовані декількома кілометрами вище водосховища. Однак через водосховище можна переправитися поромом, зокрема із села Новоселово. До початку 1990-х років виконувались пасажирські перевезення водосховищем на теплоходах із підводними крилами.
Заповнення Красноярського водосховища відбувалося у 1967—1970 роках. При створенні водосховища було затоплено місце, де колись знаходилося одне з перших російських поселень на території Сибіру, заселеної хакаськими племенами — Абаканський острог (район сучасного Краснотуранська). Зникли також численні приєнісейські петрогліфи («писаніц»). Частину писаніц було врятовано чи скопійовано зусиллями самовідданного краєзнавця Е. С. Аннинського.
Розташування Дербинського археологічного району, знайденого на берегах Дербинської затоки, утвореної  нижньою течією річки Дербіна, відносять до наступних стадій пізнього палеоліту: до малохетського потепління всередині каргинського міжзледеніння (стоянка Малтат-II, 43000—33000 р. н.),до конощельского похолодання каргинськогочасу (29—30 тис. р. н.) і фінально-стартанського часу (Конжул, Ближній лог, 12—13 тис. р. н.). У місцезнаходженні Покровка II (Малий Лог II)була  знайдена лобна кістка людини виду Homo sapiens віком 27740±150 років (міжзледеніння Greenland Interstadial 5).На лівому березі водосховища, на стрілці при впаданні річки Іжуль в Єнісей, у східній частині Куртакського археологічного району знаходяться середньоплейстоценові  стоянки Усть-Іжуль 1 и Усть-Іжуль 2. На стоянці Усть-Іжуль 2 добуто радіокарбонову дату 30010±1470 років.

### Гідрологічні та гідрохімічні характеристики
Рух водних мас Красноярського водосховища зумовлений переважно стоком через ГЕС, вітровим режимом, сезонними циркуляціями вод. Швидкість течії знижується по осі від зони підпору (0,14 м/с) до греблі (0,02 −0,05 м/с). Максимальна амплітуда коливань рівня води за багаторічний період становить близько 21 метр, що на 3 метри перевищує проектну. Заповнення водосховища відбувається навесні, закінчується у першій декаді серпня. Середня швидкість підвищення рівня води за сезон коливається від 10 до 23 см на добу. Приток води на 95 % сформований річками: Єнісей, Туба і Сида. Боковий приток складає приблизно 6 % від основного. Початок зледеніння у верхньому районі водосховища припадає на першу декаду листопада, у нижньому — першу декаду грудня. Крига скресає у першій і третій декаді травня відповідно.
Спостерігається сезонний характер соляного складу вод Красноярського водосховища. Найбільше води мінерализуються взимку та на початку весни — 140—160 мг/л. У іонному складі переважають аніони HCO3 (від 52, 2 ±2,9 мг/л до 70,5±1,7 мг/л). Субдомінантними за степенем концентрації є катіони  Ca2+ (17,30±0,50). Вода у водосховищі м'яка, відповідає гідрокарбонатному типу кальцієвої групи. Жорсткість води змінюється впродовж сезонів (від 5,5 взимку до 1,1 мг екв/дм³ улітку). Середня величина мутності у 2003—2005 рр. дорівнювала 15,67 ±1,77 NTU. У середньому окисно-відновний потенціал дорівнює 103,72±17,60 mv (на 2003—2005 рр.). 
Середньовегетаційний вміст кисню з 1980 року до  2005 року коливався від  7,26 до 14,7 мг/л. У верхньому районі вміст кисню у середньому дорівнює 8,82±0,31 мг/л, у середньому районі 9,37±0,32 мг/л і нижньому районі   9,25±0,40 мг/л.

### Іхтіофауна Красноярського водосховища
На сьогоднішній день у складі іхтіофауни водосховища, включно із підпорами річок, нараховується 26 видів риб і один представник безщелепних — мінога сибірська. Домінуючими тваринами є риби родини окуневих — окунь річковий, і родини коропових — лящ і плотва сибірська.
Таймень, линок, харіус сибірський — мешкають переважно у правобережних притоках водосховища. Пелядь поширена у всьому водосховищі (влітку знаходиться на глибині  20—40 м). Чисельність щуки, необхідної ланки хижих риб, — низька, що приводить до різкого збільшення чисельності коропових — ляща і плотви.
Чисельність коропа відносно стабільна, але не сягає необхідної кількості, щоб назвати рибу промисловою.

## Галерея

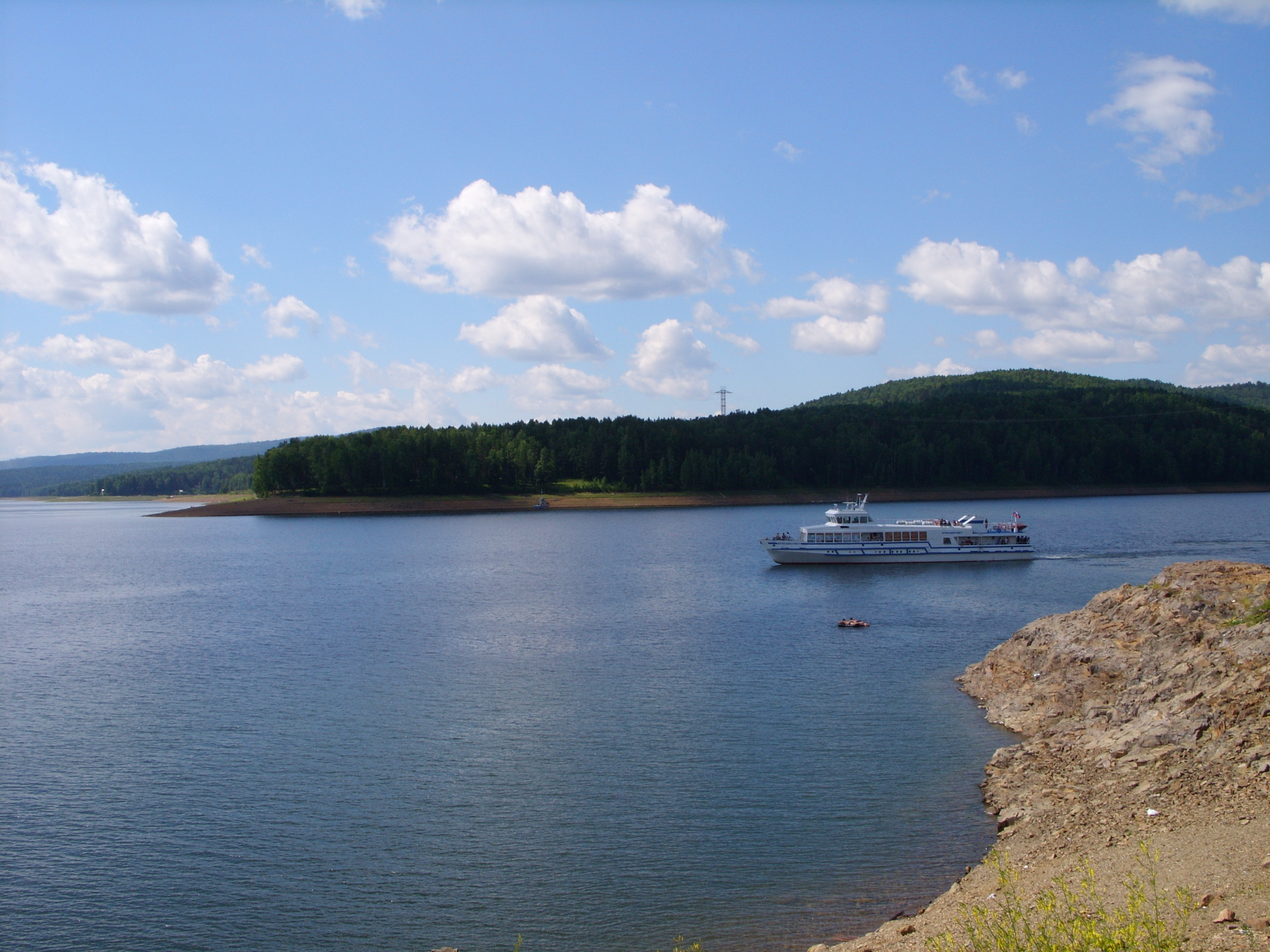
Біля бази відпочинку  «Шумиха»
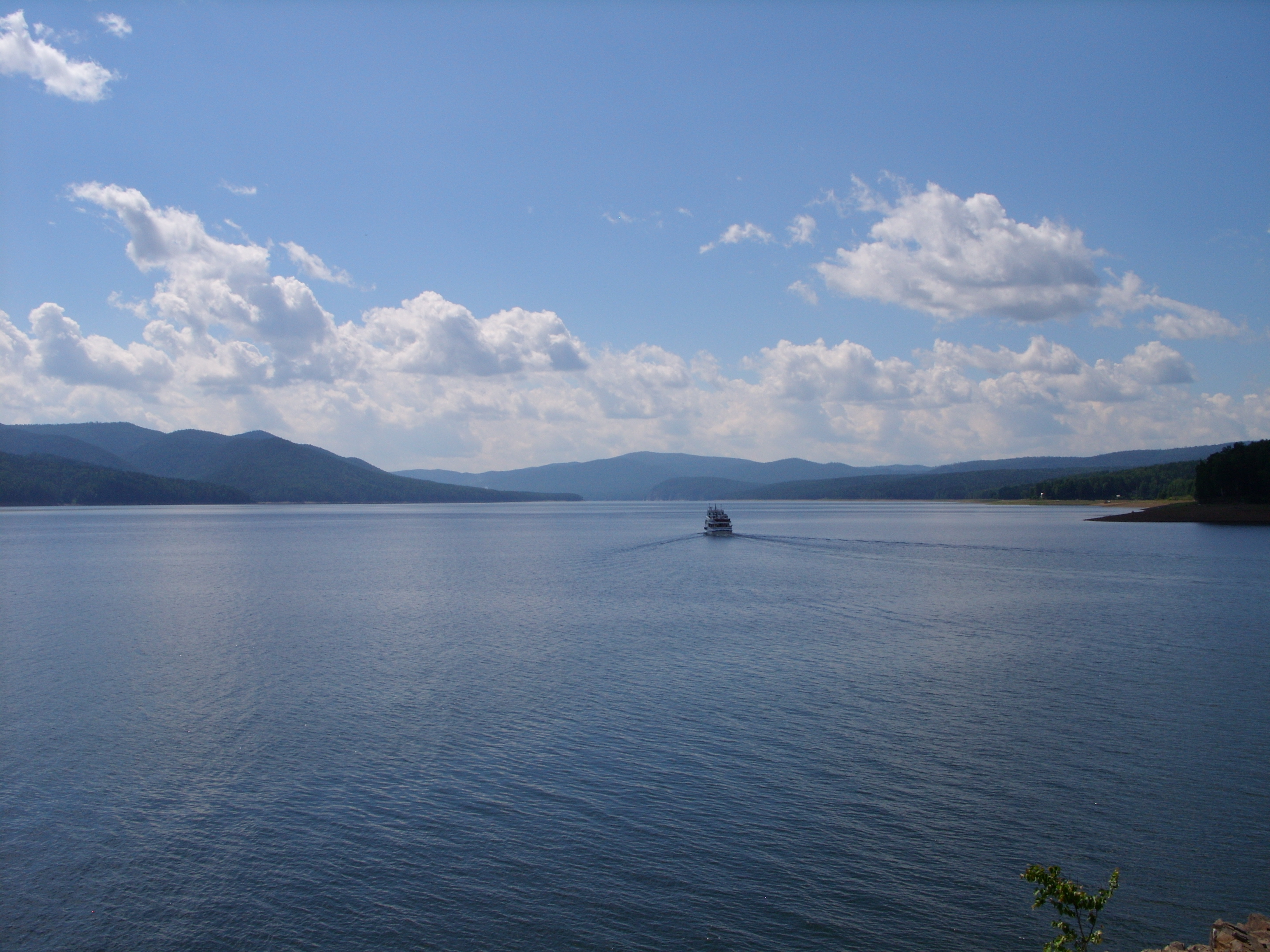
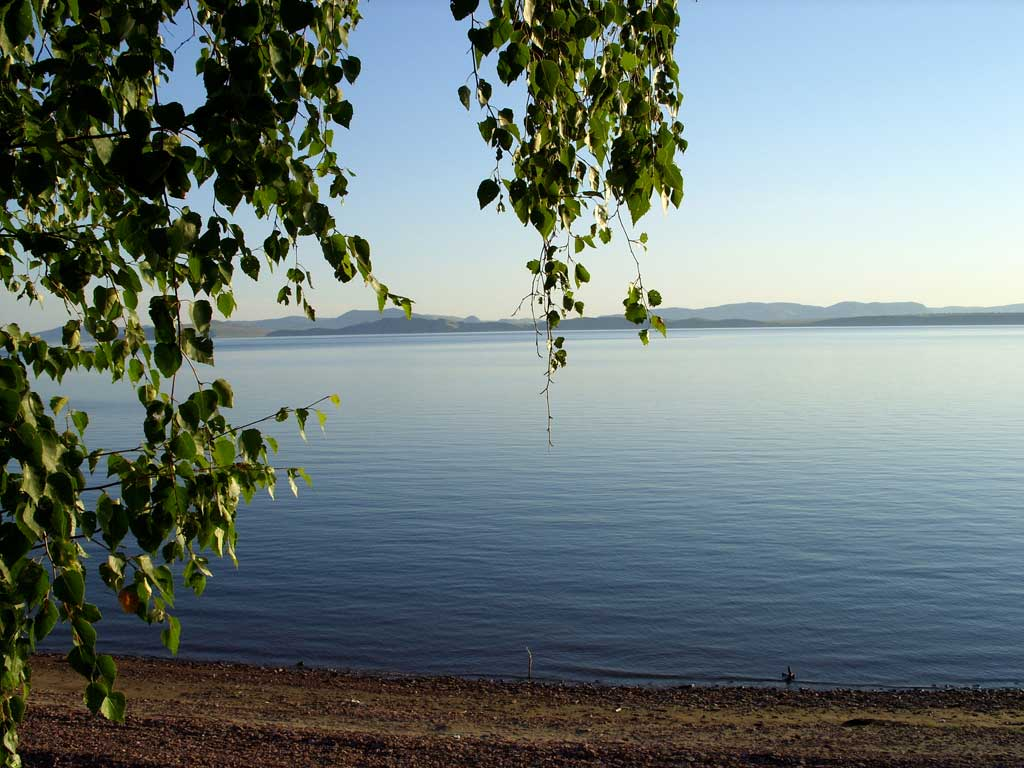
Новоселовський район
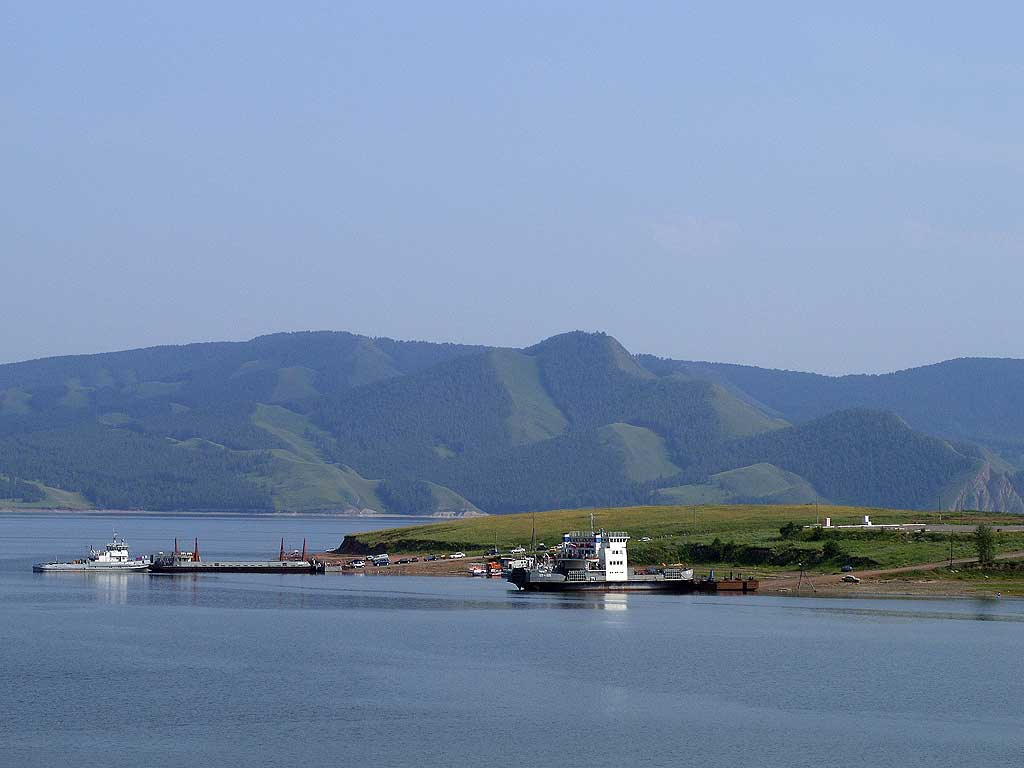
Пором у Новоселово
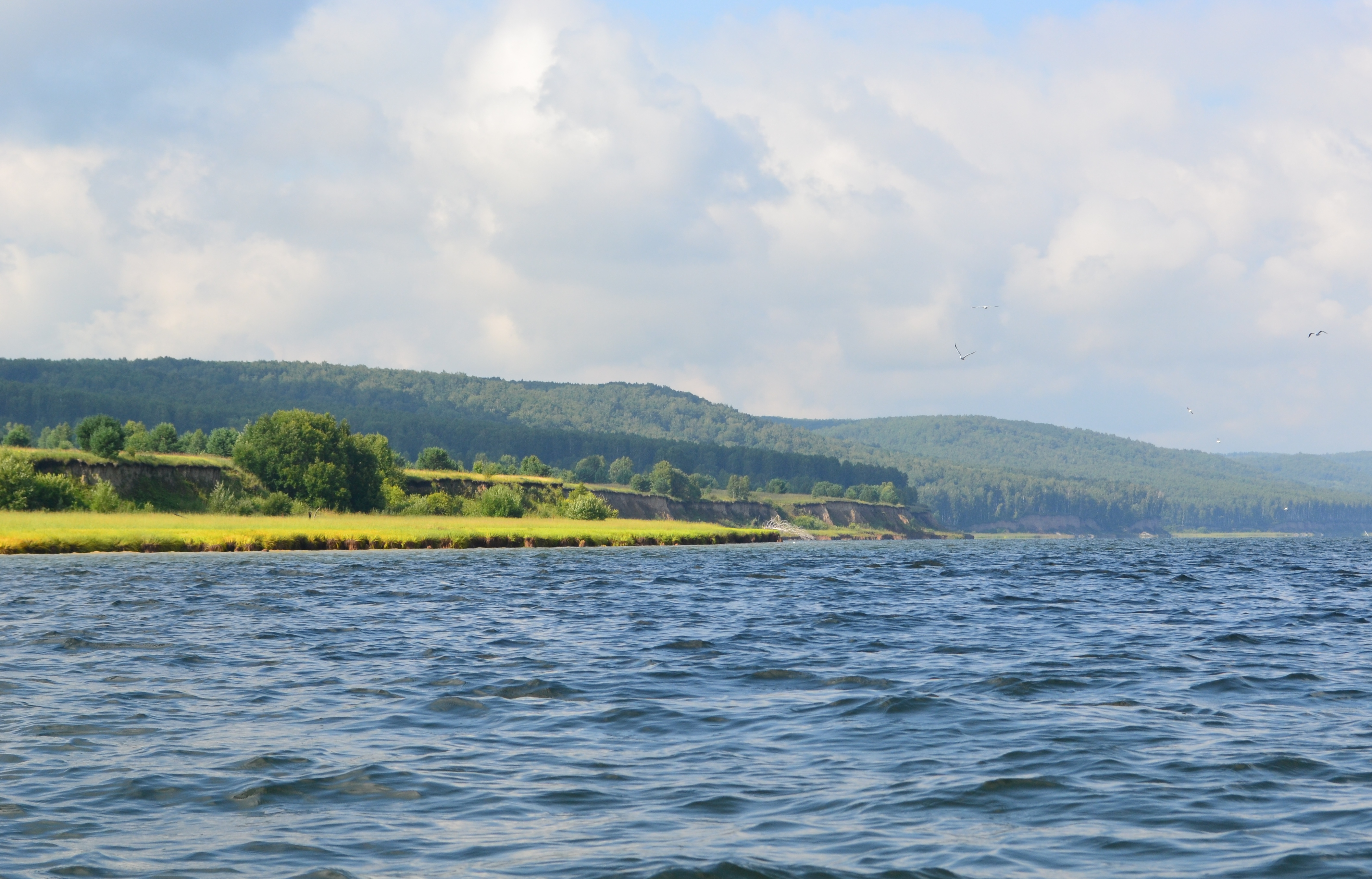
Красноярське водосховище, Новоселовський район
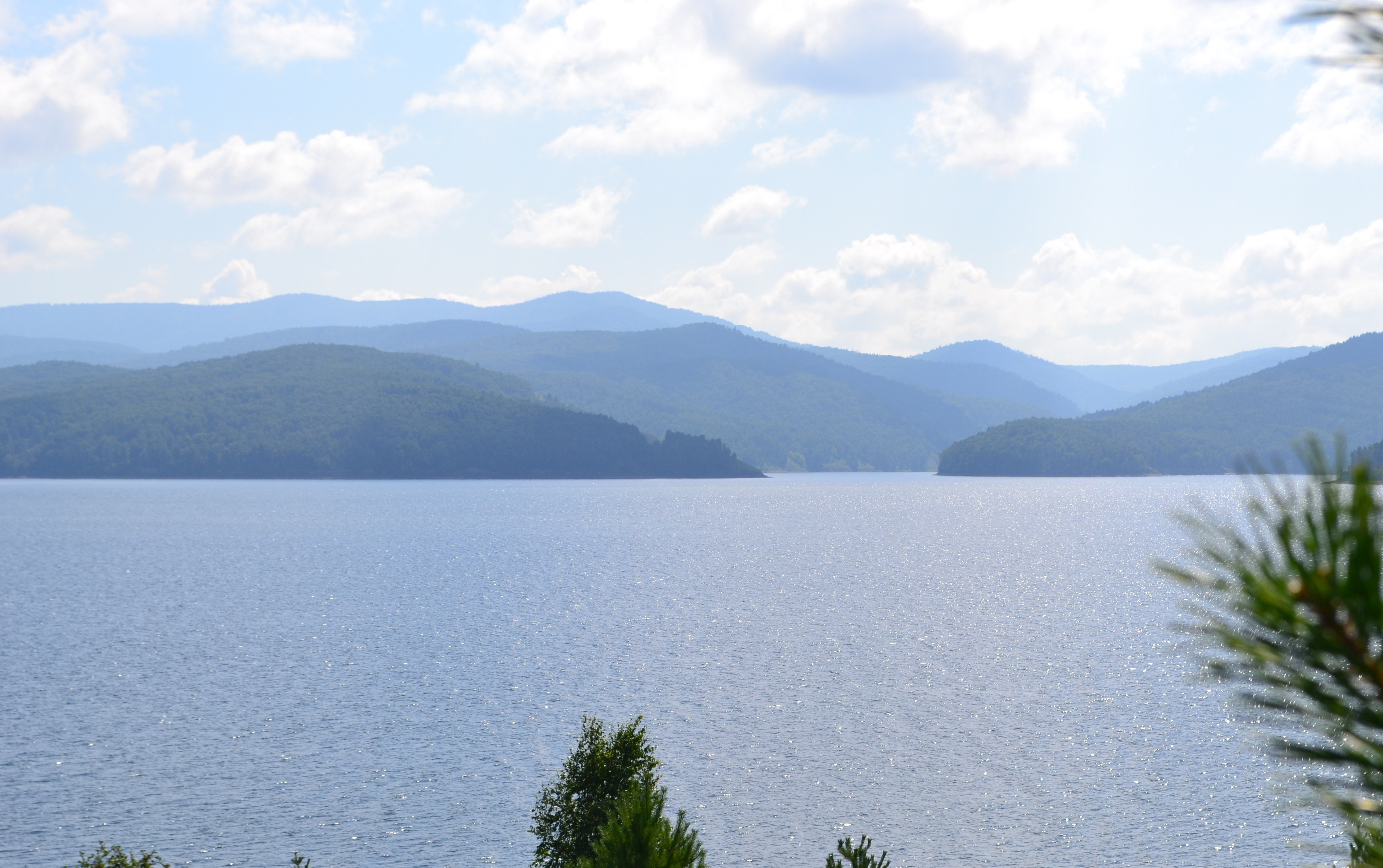
Красноярське водосховище, Балахтинський район
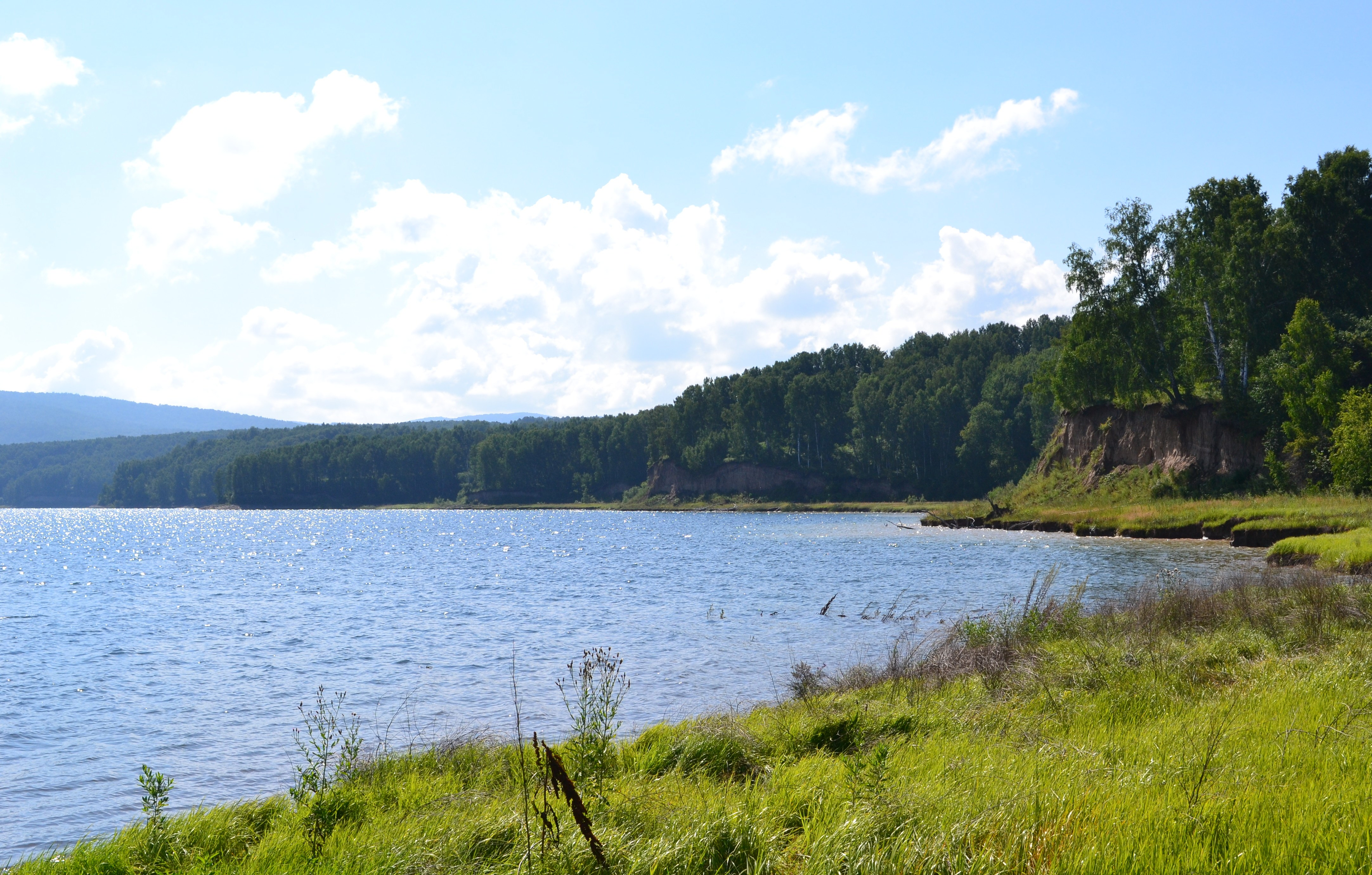
Новоселовський район
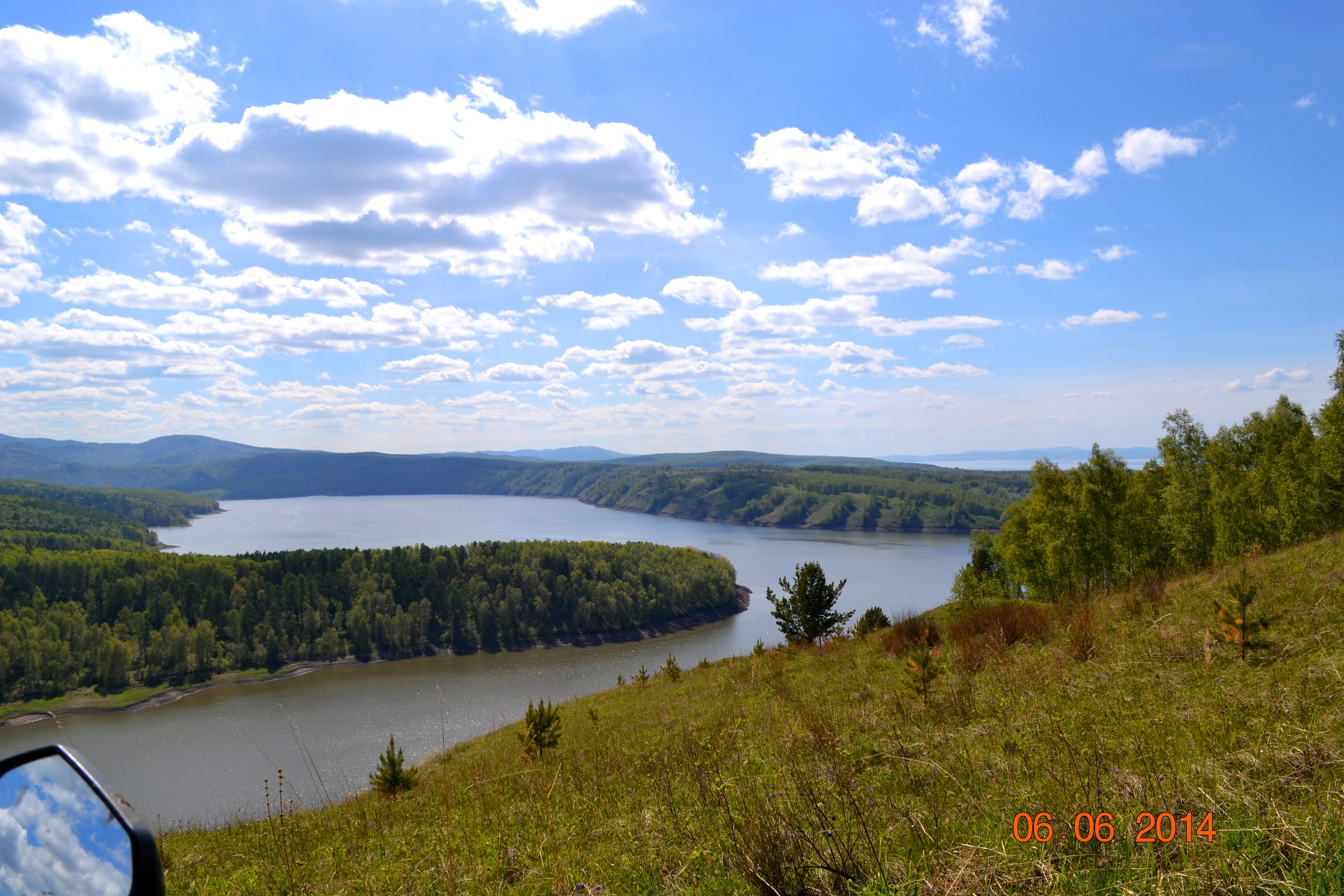
Гирло річки Сісім
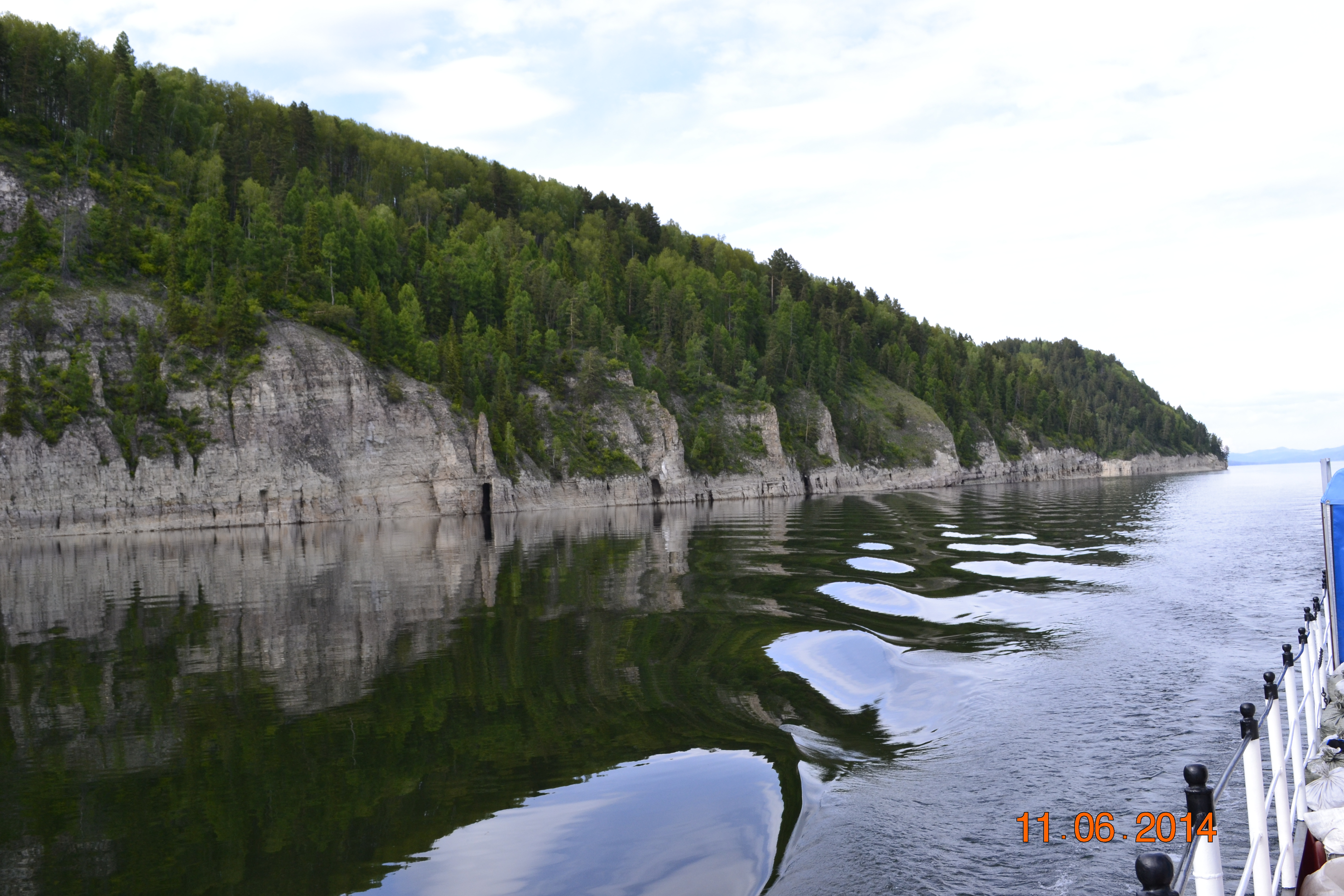
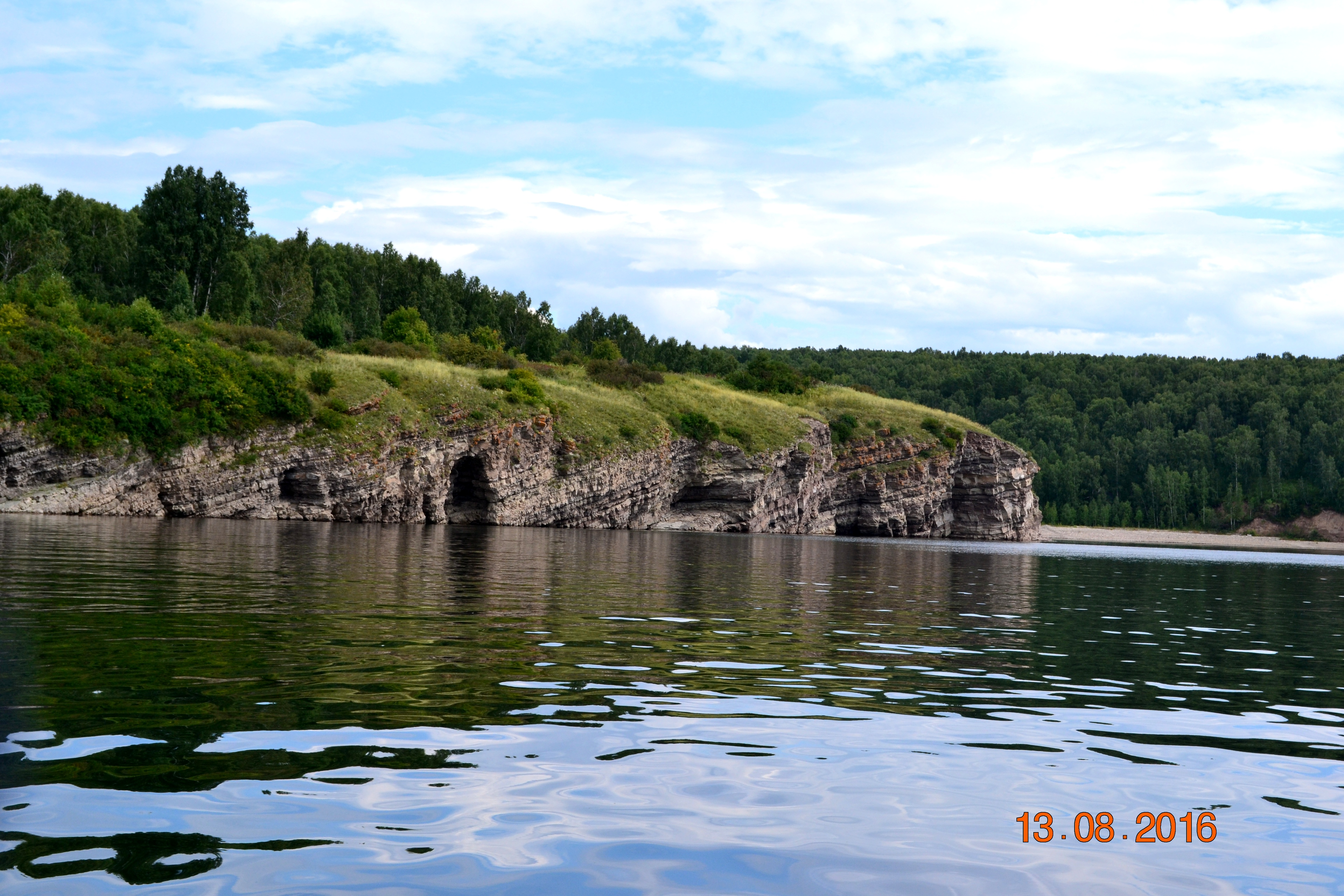